# Canal de María Cristina
El canal de María Cristina es un canal que atraviesa la ciudad española de Albacete. Construido para desecar la zona de los Llanos de Albacete, una cuenca endorreica alrededor de la capital, es la obra de ingeniería hidráulica de mayor envergadura realizada en Albacete a lo largo de su historia después del trasvase Tajo-Segura. Fue creado por real decreto de Carlos IV en 1804, comenzando su construcción en 1805. Con una longitud de 32 km, discurre por los términos municipales de Albacete, Valdeganga y Casas de Juan Núñez (provincia de Albacete), en dirección suroeste-nordeste, y desemboca en el arroyo de Cañahorro, afluente del río Júcar.

## Toponimia
El canal ha recibido varias denominaciones a lo largo de su historia: Real Canal de Albacete (al principio), Canal de María Cristina, Canal Nacional, Canal de Albacete y nuevamente Canal de María Cristina, su denominación final, en honor a la reina que impulsó la infraestructura a comienzos del siglo XIX.

## Historia
El primer antecedente de la construcción de un canal en Albacete tuvo lugar en el siglo XIV, cuando el infante don Juan Manuel creó una red de canales (el río Don Juan y el canal de la Lobera) y acequias para traer agua con el objetivo de recuperar las tierras eriales.
En el siglo XVIII el conde de Floridablanca ordenó la construcción de un canal de desagüe en base al proyecto de Fray Marcos de Santa Rosa de Lima. Sin embargo, el proyecto no llegó a materializarse.
El origen del canal de María Cristina se sitúa en 1802, cuando el rey Carlos IV visitó Albacete, donde fue obsequiado por el conde de Villaleal, quien le enseñó el mal estado de las aguas de la villa. De ahí surgió el proyecto para la construcción de un canal con el objetivo de desaguar y sanear las aguas contaminadas que rodeaban la ciudad. Carlos IV encomendó al inspector de caminos Antonio Bolaños el estudio del proyecto y creó la junta constructora, a cargo del conde de Villaleal. El proyecto vio la luz por real decreto el 1 de agosto de 1804, comenzando las obras en 1805.

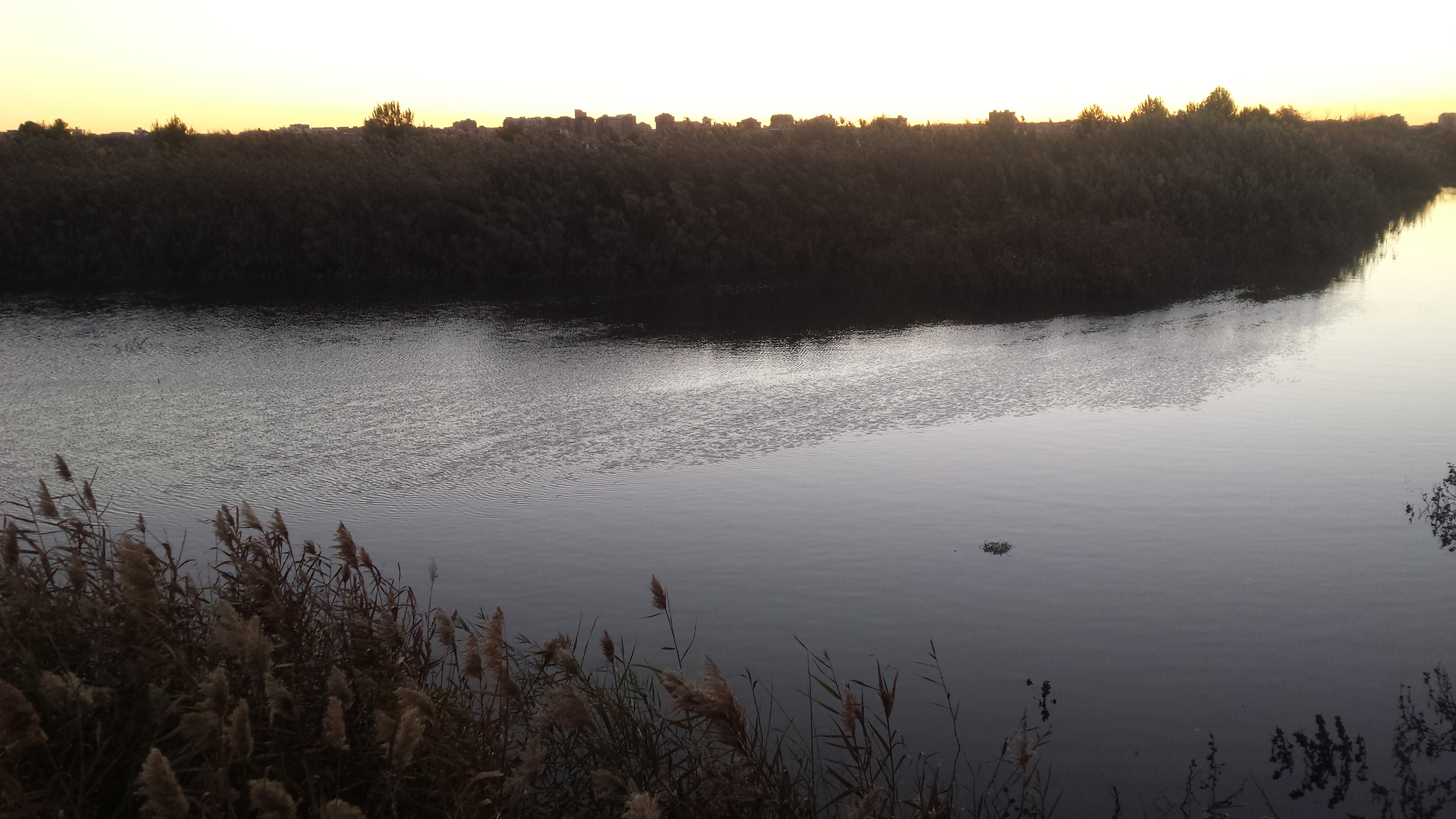
El canal de María Cristina a su paso junto a la ciudad de Albacete

Se construyeron cinco cauces subalternos en las lagunas del Salobral, Albaidel y Acequión, Oya-Vacas, Fuente del Charco y Ojos de San Jorge que conducían las aguas a un punto céntrico llamado La Reunión, lugar donde comienza el canal principal. Además, se construyeron tres puentes de sillería (Camino Real, Escaleritas y Camino Jorquera), varios puentes de madera, un lavadero, un vivero (Huerta del Rey) y dos partidores maestros. Se plantaron también 9000 olmos.
La guerra de la Independencia y la muerte del conde en 1808 hicieron que las obras fueran suspendidas hasta su reanudación en 1816, tras la guerra. En esta segunda fase el canal fue ampliado, perfeccionado y se creó un sistema de riego estable.
A comienzos del siglo XIX la reina María Cristina y el ministro Antonio Cano Manuel, nombrado por ella director del canal, dieron un nuevo impulso a la infraestructura, de ahí su nombre. 
Entre 1863 y 1866 se aumentó la anchura y la profundidad del canal, además de mejorar su estado general, gracias a José Alfaro Sandoval y al Ministerio de Fomento.
En la década de 1970 el canal fue cubierto a su paso por la ciudad. Desde entonces se han estudiado proyectos para recuperar el canal por la capital; el río Júcar atraviesa el municipio sin pasar por ella.

## Características
El canal de María Cristina discurre por el término municipal de Albacete en dirección suroeste-noroeste, atravesando la capital. Tiene una longitud de 32 km. 
Nace en varios puntos separados entre sí que constituyen sus ramales: canal de los Ojos de San Jorge, canal del Acequión, canal del Salobral y canal de La Estacadilla, los cuales se juntan, antes de atravesar la ciudad, en un punto denominado La Reunión, donde comienza el canal principal o canal de María Cristina, que desemboca en el barranco de Cañahorro previo al río Júcar. 
Atraviesa la ciudad de Albacete por el noroeste de la misma, por donde discurre de forma subterránea, para salir al exterior por las afueras a ambos lados. Entra a la ciudad junto al parque de la Fiesta del Árbol, atravesándola por las calles Nuestra Señora de Montserrat, Virgen del Pilar y avenida Cronista Mateo y Sotos y sale de ella tras pasar las vías del tren, junto al puente de Hierros, cerca del Cementerio de Albacete.
Cuenta con numerosos puentes de madera y de sillería a lo largo de su recorrido.